# Moulin (Perth and Kinross)

Durchgangsstraße und Bach in Moulin

Die Moulin Hall

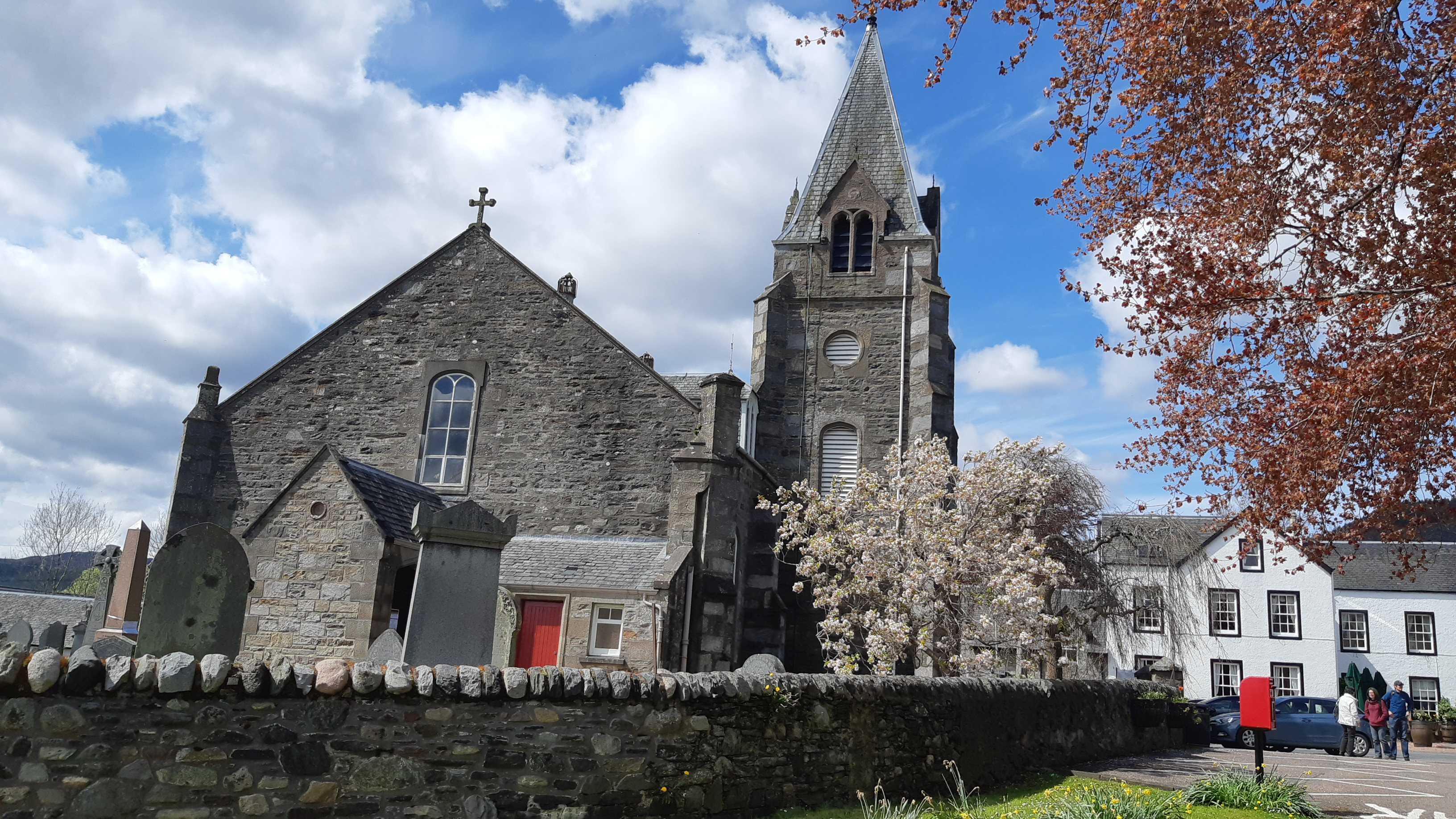
Die Kirche in Moulin

Moulin ist eine Ortschaft, die im Norden von Schottland zwischen Perth im Süden und Inverness im Norden in der Council Area Perth and Kinross liegt. Im Rahmen der historischen Gliederung Schottlands in Civil Parishes bildet es den Hauptort einer gleichnamigen Einheit, die zu Perthshire gehörte.

## Geographie
Moulin liegt unmittelbar nördlich von Pitlochry. Der, den Ort durchziehende Bach Moulin Burn mündet in den River Tummel. Moulin liegt an der A924, die Pitlochry mit Bridge of Cally verbindet. Der erste Ort nach Moulin an dieser Straße ist das, wenig östlich gelegene Kinnaird.

## Historisch Bedeutsames
In Moulin finden sich zahlreich Bauwerke, die als Listed Building in unterschiedlichen Kategorien unter Denkmalschutz stehen. Es sind die Brücke Bridge over Moulin Burn, die Old Mill of Moulin, die Moulin Hall, das Moulin Hotel, die Kirche Moulin Church sowie die Häuser Blairmount, Bruach Fuarain und Old Moulin.